# Isla Stuart (Washington)
La isla Stuart  es una isla del archipiélago de las islas San Juan, situadas en el estrecho de Georgia. Pertenecen al estado de Washington, Estados Unidos.
La isla posee un área de 7,462 km² y una población de 47 personas, según el censo del 2000. La isla posee una escuela y dos pistas de aterrizaje. El centro de la isla está cubierto por un parque estatal sin carreteras, por lo que los residentes de un lado de la isla, deberán ir a pie o tomar un barco para ir a la otra punta de la isla. 
- Datos: Q7626693
- Multimedia: Stuart Island (Washington) / Q7626693